# Rosa Linn
Rozà Kostandian, coneguda artísticament com a Rosa Linn (armeni: Ռոզա Կոստանդյան)  (Vanadzor, 20 de maig de 2000), és una cantautora armènia.

## Biografia
Linn va néixer i créixer a Vanadzor, la tercera ciutat més gran d'Armènia. Va començar a tocar el piano a partir de sis anys. El 2013 va participar en la preselecció nacional pel Festival de la Cançó d'Eurovisió Júnior amb la cançó "Gitem".
Linn va començar la seva carrera musical col·laborant amb el label musical americà Nvak Collective, fundat per la cantautora armeniamericana Tamar Kaprelian. El setembre 2021, Linn va publicar la seva primera cançó King, junts amb la cantant americana Kiiara.
L'11 de març es va revelar que Rosa Linn representaria Armènia al Festival de la Cançó d'Eurovisió 2022, que se celebrà a la ciutat italiana de Torí el maig de 2022.